# Nicennica polna
Nicennica polna (Filago arvensis L.) – gatunek roślin jednorocznych z rodziny astrowatych. Występuje w północno-zachodniej Afryce (Maroko), w Europie i zachodniej Azji sięgając na wschodzie po Mongolię i zachodnie Himalaje. Introdukowany rośnie w Wielkiej Brytanii, Ameryce Północnej i w Kraju Nadmorskim na Dalekim Wschodzie Azji. Dość pospolity na terenie całej Polski z wyjątkiem obszarów górskich w wyższych położeniach.

## Morfologia

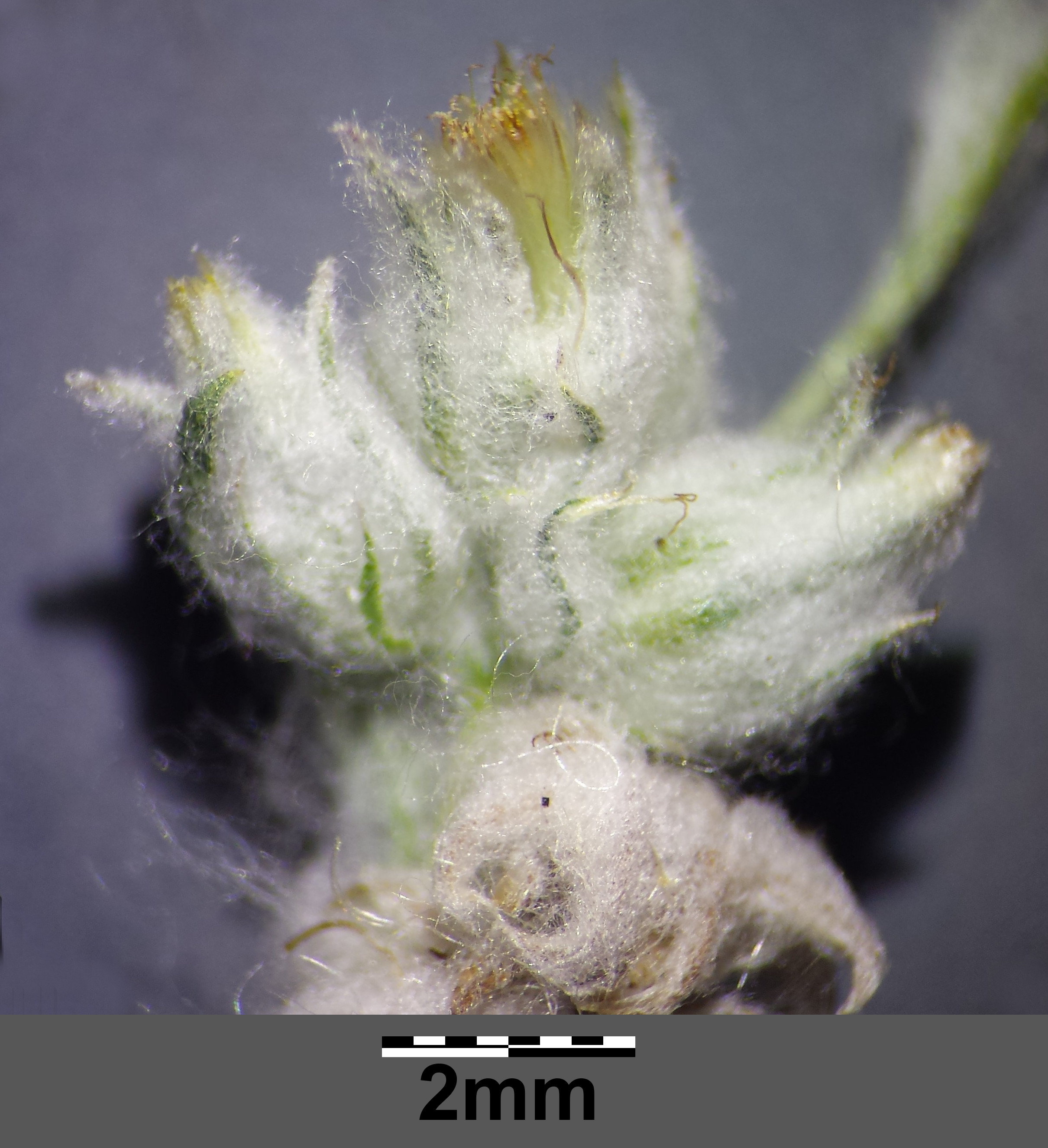
Koszyczki

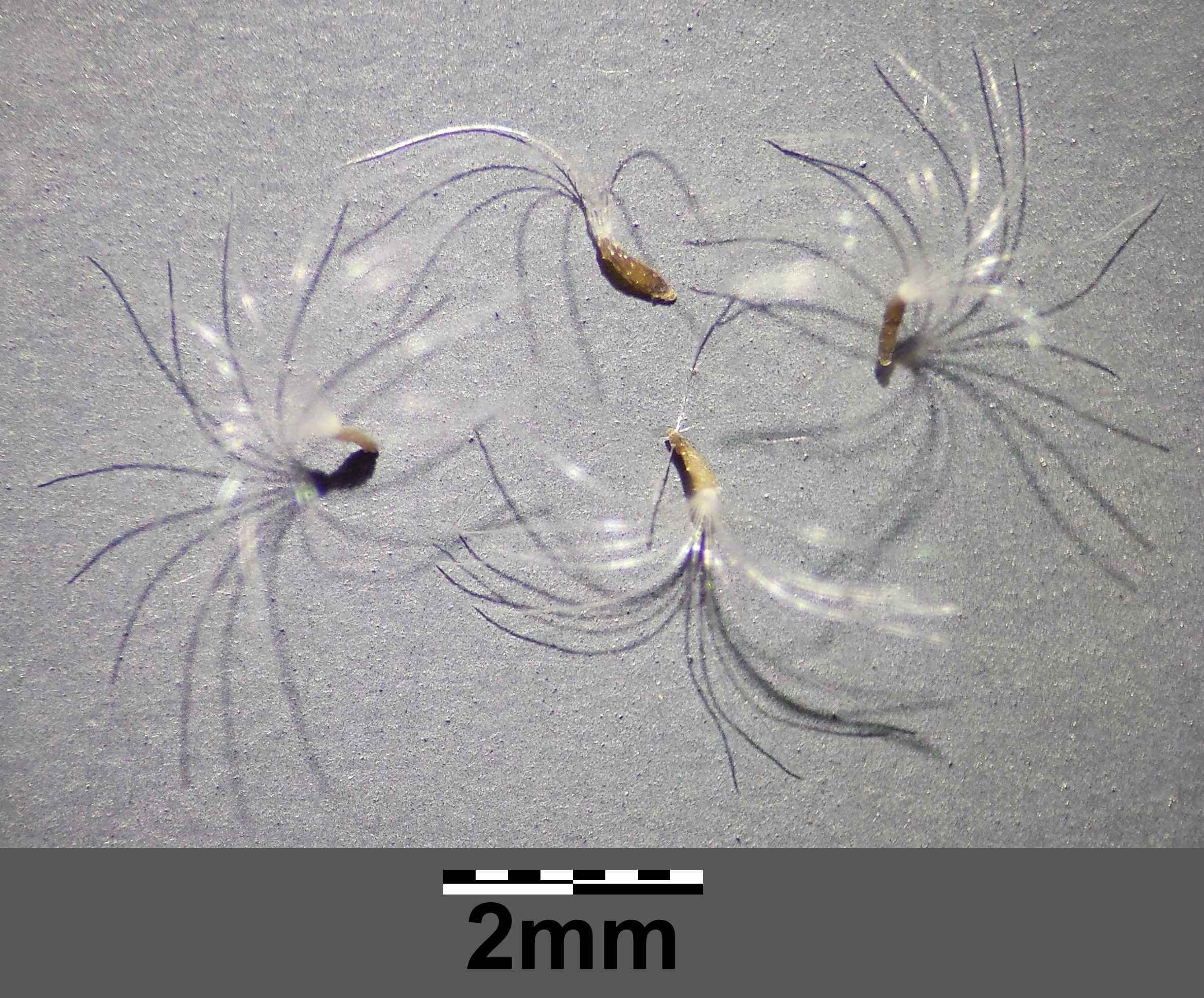
Owoce

PokrójRoślina zielna, cała biało filcowato owłosiona, o łodydze wzniesionej, o wysokości 10–30 (rzadko do 45) cm. Rozgałęzia się groniasto (odgałęzienia odchodzą skośnie od głównej osi) od nasady lub tylko w górze, w obrębie kwiatostanu.
LiścieUlistnienie skrętoległe, gęste. Liście siedzące i przylegające do łodygi. Blaszki lancetowate, do 2 cm długie i 3 mm szerokie.
KwiatyZebrane w małe koszyczki o średnicy 2,5–3 mm i wysokości do 5 mm, które zebrane są z kolei po 3–7 w walcowato wydłużone, siedzące główki. Listki okrywy są lancetowate; tępe; bez żebra na grzbiecie; gęsto, wełniście owłosione do szczytu; podczas dojrzewania owoców gwiaździsto odstają. Kwiaty rurkowate, żółtawe, do 3 mm długości, zewnętrzne żeńskie, wewnętrzne obupłciowe (przedprątne).
OwoceBrązowe niełupki o długości 0,5 mm, krótko owłosione. Puch kielichowy w postaci kruchych i łatwo odpadających włosków o długości do 3 mm.
Gatunki podobneNicennica żółtawa Filago lutescens i niemiecka F. germanica mają w kulistawych główkach ponad 10 koszyczków, a ich listki okrywy zakończone są długimi ostkami (czerwonymi u żółtawej i żółtawymi u niemieckiej). Suchotki drobne Logfia minima są przylegająco, a nie odstająco owłosione i ich listki okrywy nie są owłosione na końcach, gdzie widoczne jest też wystające żeberko. Wszystkie te gatunki rozgałęziają się też widlasto, a nie groniasto.

## Biologia i ekologia

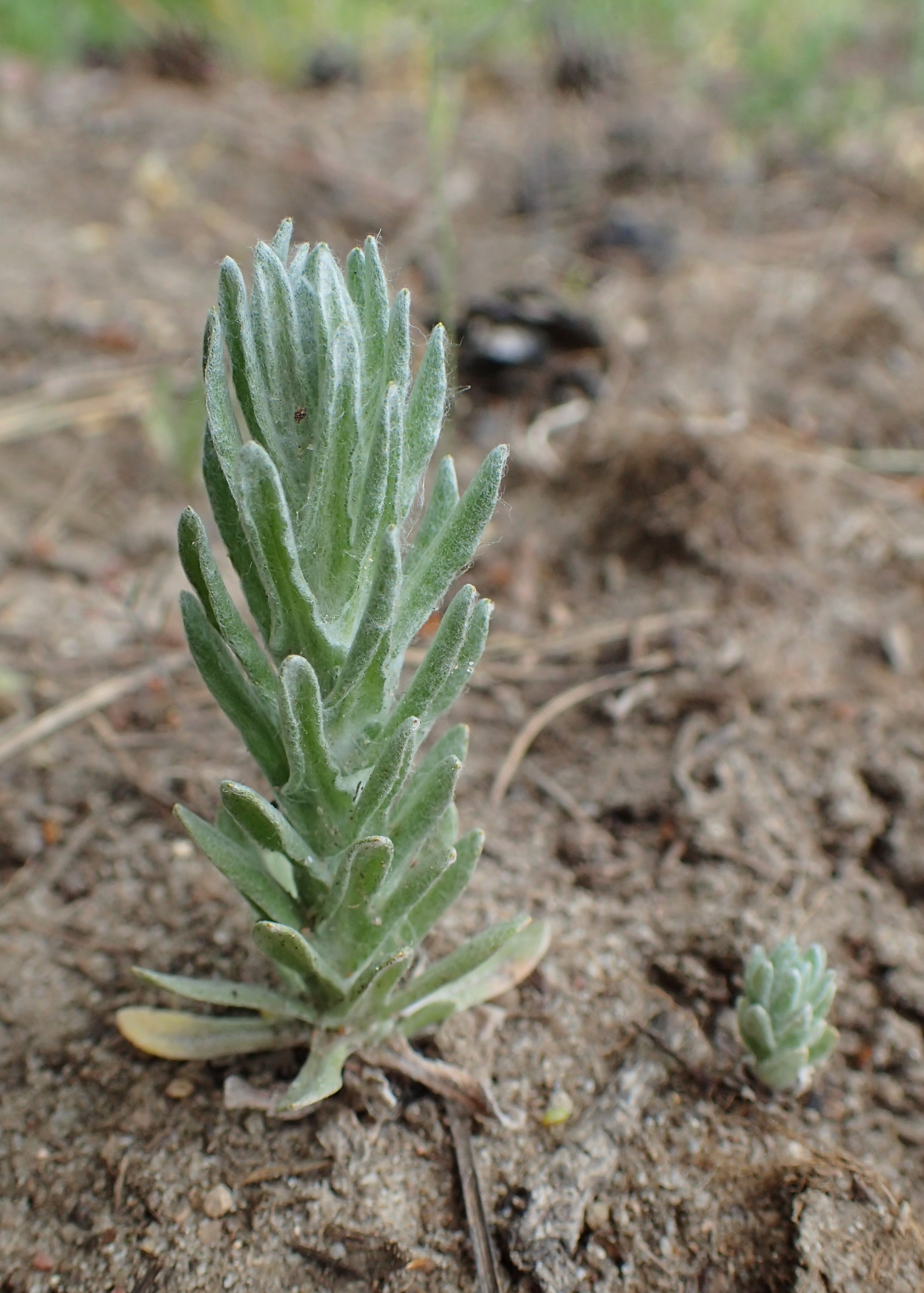
Młoda roślina

Roślina jednoroczna. Kwitnie od czerwca do września. Występuje w miejscach piaszczystych i kamienistych, ubogich w węglan wapnia; na odłogach, ugorach i polach. W klasyfikacji zbiorowisk roślinnych gatunek charakterystyczny dla All. Vicio lathyroidis-Potentillion. 

## Zmienność
Tworzy mieszańce z suchotkami drobnymi (Logfia × intermedia (Holuby) Dostal) i nicennicą niemiecką (Filago × mixta Holuby).